# جایزه بزرگ آلمان ۱۹۵۸
جایزه بزرگ آلمان ۱۹۵۸ (انگلیسی: ‎1958 German Grand Prix‎) یک مسابقهٔ موتوری در رشتهٔ اتومبیل‌رانی فرمول یک بود که در تاریخ ۳ اوت ۱۹۵۸ در نوربورگ‌رینگ واقع در نوربورگ، آلمان غربی برگزار شد. این گراند پری در میان ۱۱ گراند پری در فصل ۱۹۵۸، مسابقهٔ شمارهٔ ۸ بود.
در این مسابقه که در ۱۵ دور و به مسافت ۳۴۲٫۱۵۰ کیلومتر (۲۱۲٫۶۰۲ مایل) برگزار شد، پول پوزیشن توسط مایک هاثورن کسب شد و سریع‌ترین زمان برای طی یک دور پیست که برابر با ۹:۰۹٫۲ بود نیز توسط استیرلینگ ماس به ثبت رسید.
تونی بروکز از تیم ون‌وال، روی سالوادوری از تیم کوپر-کلیمکس و ماریس ترینتیگنانت از تیم کوپر-کلیمکس به‌ترتیب مقام‌های اول تا سوم مسابقه را کسب کردند.

## رده‌بندی قهرمانی پس از مسابقه
|       | جایگاه | راننده        | امتیاز |
| ----- | ------ | ------------- | ------ |
|       | ۱      | مایک هاثورن   | ۳۰     |
|       | ۲      | استیرلینگ ماس | ۲۴     |
| ۴     | ۳      | تونی بروکز    | ۱۶     |
| ۱     | ۴      | پیتر کالینز   | ۱۴     |
| ۴     | ۵      | روی سالوادوری | ۱۳     |
| منبع: |        |               |        |

|       | جایگاه | سازنده      | امتیاز  |
| ----- | ------ | ----------- | ------- |
|       | ۱      | فراری       | ۳۷ (۳۹) |
|       | ۲      | ون‌وال       | ۳۳      |
|       | ۳      | کوپر-کلیمکس | ۲۹      |
|       | ۴      | بی‌آرام      | ۱۲      |
|       | ۵      | مازراتی     | ۶       |
| منبع: |        |             |         |

یادداشت
- تنها پنج جایگاه نخست از هر رده‌بندی نمایش داده شده‌است.